# وارنر برذرز. ديسكفري
وارنر بْرَذرز. ديسكفري (بالإنجليزية: Warner Bros. Discovery) هو تكتل أمريكي متعدد الجنسيات لوسائل الإعلام والترفيه. تم تشكيله من خلال شركة وارنر ميديا من أي تي آند تي، واندماجها مع شركة ديسكفري في 8 أبريل 2022.
تنقسم ممتلكات الشركة إلى سبع وحدات أعمال، بما في ذلك استوديوهات الأفلام (Warner Bros. Pictures) والتلفزيون الرائدة لوارنر برذرز وشركة هوم بوكس أوفيس (التي تضم إتش بي أو وسينماكس وماغنوليا نيتورك) وسي إن إن ويو إس نيتوركس (التي تضم خصائص تلفزيونية خطية مثل أنيمال بلانت، تي إل سي، كارتون نيتورك، أدُلت سويم، قناة ديسكفري، تيرنر كلاسيك موفيز، فود نيتورك، إتش جي تي في، تي بي إس، تي إن تي، وترو تي في)، وحصة في شبكة البث ذا سي دبليو (مملوكة بالاشتراك مع باراماونت غلوبل)، الرياضة (التي تشمل شبكتي يوروسبورت وموتور تريند ‏ من ديسكفري والمجموعات التابعة لوارنر ميديا وهم: تيرنير سبورتس وتفرعات تي إن تي سبورتس)، و غلوبل ستريمنغ آند إنتراكتيف إنترتينمنت (التي تشمل خدمات بث ديسكفري+ وإتش بي أو ماكس وناشر ألعاب الفيديو وارنر برذرز. إنتراكتيف) والشبكات الدولية. وهي أيضًا مالكة دار نشر الكتاب الهزلي دي سي كوميكس.

## وصلات خارجية
- الموقع الرسمي